# Spilarctia gianellii
Spilarctia gianellii là một loài bướm đêm thuộc phân họ Arctiinae, họ Erebidae.